# Casa das Três Ruas (Cuiabá)
O Casa das Três Ruas é um casarão centenário localizado no município de Cuiabá, no Mato Grosso; bem tombado pelo Estado.
Seu nome remete à posição privilegiada que o imóvel ocupa no Centro Histórico da Cidade, visto que, dá de frente para as ruas 7 de setembro, Voluntária da Pátria, e Rua Ricardo Franco.